# ウエットサンプ

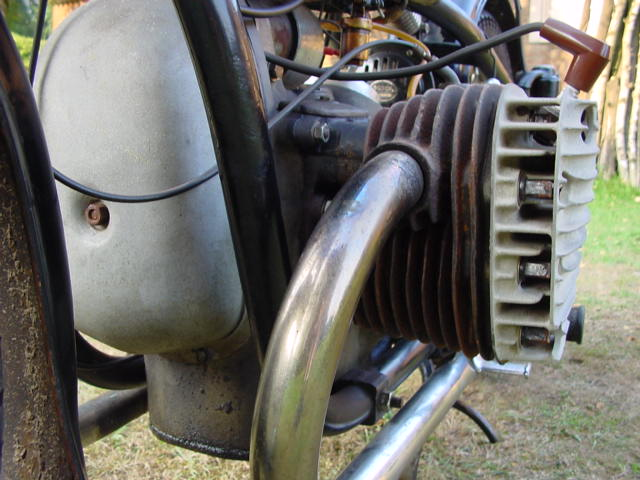
ウエットサンプを採用している1938年式BMW R7。

ウエットサンプ（英語: wet sump）とは、4ストロークピストン内燃機関において、機関内に内蔵された油槽（オイルパン）を用いる潤滑油管理構造を指すものであり、機関外部のオイルタンクを用いるドライサンプと対を成すものである。

## 概要
4ストロークエンジンは、オイルポンプで圧送されたエンジンオイルがエンジン各部のベアリングやシリンダー壁面の潤滑、ピストン裏側の冷却を行った後、重力によってエンジンの最下層へ落ちていく。この原則自体はドライサンプでも変わることは無いが、ほとんどの自動車とオートバイでは、主にコストとスペース面での要求からウエットサンプが採用されている。ウエットサンプのエンジン最下部にはオイルサンプもしくはオイルパンと呼ばれる油槽が設けられ、エンジン内部の潤滑と冷却を終えてここに集められたエンジンオイルはオイルポンプに接続されたストレーナーを通り、再び各部のベアリングに送られる。
エンジンオイルの残量を知る為に、オイルパンにはオイルレベルゲージが設けられ、時にはクランクケースブリーザー経路に接続されたオイルセパレーターによって、分離されたブローバイ由来のエンジンオイルが、レベルゲージの経路を通じてオイルパンに返送されてくる場合もある。

## 利点
ウエットサンプは、一つのオイルポンプのみを使用し、他のいかなる外部タンクも用いないために、構造が単純な事が利点である。オイルポンプや油圧配管、ストレーナー等から成るサンプ構造もエンジン内部に全て収められているため、空冷式オイルクーラーや移動式フィルターベースなどを装備した事例を除いては、外部にオイルが流出する恐れのあるホースやチューブをエンジンに接続する必要が全くない。内部のオイルポンプは交換作業および大容量ポンプへの交換がドライサンプと比べて難しくなる傾向があるが、作業の難易度自体はエンジンの基本設計に完全に左右される。

## 欠点
ウエットサンプ構造は、特にレーシングカーにおいて問題になる場合がある。高速で旋回する際、強い遠心力によってオイルパンの中のエンジンオイルは揺り動かされ、コーナーの外側へ引き寄せられることでストレーナーがエンジンオイルを一時的に吸い上げられなくなり、時にはエンジンブローに直結しかねないダメージを与える場合がある。
オートバイの場合、旋回時に車体をコーナーの内側に向けて傾ける「バンク」を行う。このとき、傾いた油面に対してエンジンの正中面が垂直となる方向に車体を傾けることから、このような問題は起こりにくい。
それにも関わらず、通常モータースポーツ用オートバイはドライサンプが用いられている。これはオイルの偏り対策ではなく、エンジンレイアウトの自由度を高める意味合いで採用される場合が多い。ドライサンプならばオイルパンは最小限の寸法で済み、エンジンをフレームに対してより低くする事ができ、かつ外部オイルタンクによってより良いエンジンオイル冷却が可能となるからである。
競技用自動車エンジンの場合にも（傾きの問題に加え）競技用オートバイと同じ理由によりドライサンプを採用する場合が多い。ウエットサンプの場合にはオイル容量を増やそうとするとオイルパンを下へ延ばすしかないが、エンジンの全高や重心位置はできるだけ低く抑えたいことから下へ延ばすには限度がある。ドライサンプの場合にはエンジンの形状を変えることなくオイル容量を増やせる利点がある。
航空用エンジンは上下左右前後の様々な方向から加速度がかかり、またその強さも大きく変化する。このためウエットサンプではオイルパン内の油面を安定させられず、確実な潤滑のためにドライサンプが採用されている。

### 据置型エンジンでの事例
初期の据置型エンジン (en:stationary engine) においては、クランクシャフトやコネクティングロッドの先端に設けられた小型のスコップが、エンジンオイルをスプラッシュさせて（オイルを油面から直接掻き上げて）シリンダーの潤滑を行っていた。草刈機等で使用される近代的な小型エンジンでは、クランクシャフト外縁に設けられたスリンガー (slinger) と呼ばれる部品（外輪に似ている）が同じような動作を行っている。
このような潤滑方法は、エンジンが高速化すると撹拌抵抗による発熱作用 (en:Windage) でオイルを急速に劣化させてしまう欠点があり、技術の進歩でオイルポンプの圧送量が増加し、クランクシャフト・コンロッド内部の油圧経路製造技術も発達した事により、今日の自動車・オートバイ用エンジンではこのような構造が用いられることは無くなった。上記と同様の理由で、ウエットサンプ式エンジンに規定量を大きく超えるエンジンオイルの注入は禁忌とされている。ただし、ピストンの冷却強化やシリンダーの潤滑強化の目的で、シリンダー周辺に直接エンジンオイルを吹き付ける行為自体は、オイルジェットという噴出孔の形で現在も残り続けている。
| スタブアイコン | サブスタブ | この項目は、まだ閲覧者の調べものの参照としては役立たない、工学・技術に関連した書きかけの項目です。この項目を加筆・訂正などしてくださる協力者を求めています。 |